# 바스틸
바스틸(영어: Bastille) (BΔSTILLE로 표기) 은 2010년 잉글랜드 런던에서 결성된 4인조 얼터너티브 록 밴드이다. 가수 겸 작곡가인 댄 스미스의 솔로 프로젝트로 결성되었다. 밴드의 이름은 프랑스의 혁명 기념일이 댄 스미스의 생일과 같은 7월 14일이라는 것에서 비롯되었다.
2010년 12월, EMI 뮤직이 바스틸에 버진 레코드와의 음반 계약을 제안했다고 밝힌다. 2012년 4월, 바스틸의 데뷔 싱글 앨범 "Overjoyed"가 발표된다. 첫 스튜디오 앨범인 "Bad Blood"는 2013년 3월에 발표되었고, 영국 앨범 차트 1위를 달성한다. 2014년 브릿 어워드의 British Breakthrough Act, 올해의 영국 그룹, 올해의 싱글 앨범과 올해의 앨범 분야에 노미네이트되었다. 2014년 기준으로 바스틸의 앨범은 미국에서 5만장 이상 판매되었고, 영국에서는 2만 5천장 이상이 판매되었다. (그들의 첫 스튜디오 앨범 "Bad Blood"는 현재까지 400만장가량 판매되었다.)

## 역사

### 결성과 초기 시설(2010년-2013년)
바스틸은 2010년 "Flaws"와 "Icarus"의 두 트랙이 포함된 리미티드 에디션 7"/45 rpm 싱글 앨범으로 첫 데뷔했다. 런던에 위치한 독립 레이블인 "Young & Lost Club"에서 300장만 발매되었다. 2011년에는 "Laura Palmer EP"가 발매되었는데, 이 앨범의 타이틀곡인 "Laura Palmer"은 2012년 9월 심즈 3에서 캐릭터들이 사용하는 언어인 심리시로 재녹음되었다. YouTube와 MySpace를 통해 몇몇 트랙을 더 발매한 후 바스틸은 미디어와 팬들로부터 많은 관심을 받았다.

### Bad Blood and All This Bad Blood (2012년-2013년)
2012년 4월 27일, EMI는 바스틸의 첫 정규앨범 "Overjoyed"가 Virgin Records를 통해 2012년 5월 발매될 것이라고 발표했다.

## 음반
정규 음반
- Bad Blood (2013)
- Wild World (2016)[1]
- Doom Days (2019)

## 멤버
- 댄 스미스 – 리드 보컬, 키보드, 피아노, 타악기 (2010–현재)
- 카일 사이먼스 – 기타, 베이스, 피아노, 키보드, 퍼커션, 백킹 보컬 (2010–현재)
- 윌 파커슨 – 기타, 베이스, 키보드, 백킹 보컬 (2010–현재)
- 데이비드켄드릭 – 드럼, 기타, 타악기, 프로그래밍, 백킹 보컬 (2016–현재)

투어링 멤버
- 찰리 반스 – 기타, 키보드, 신시사이저, 백킹 보컬, 타악기, 베이스 (2015–현재)

이전 구성원
- 크리스 우드 – 드럼, 기타, 타악기, 프로그래밍, 백킹 보컬 (2010–2016)